# Панчтхар (район)

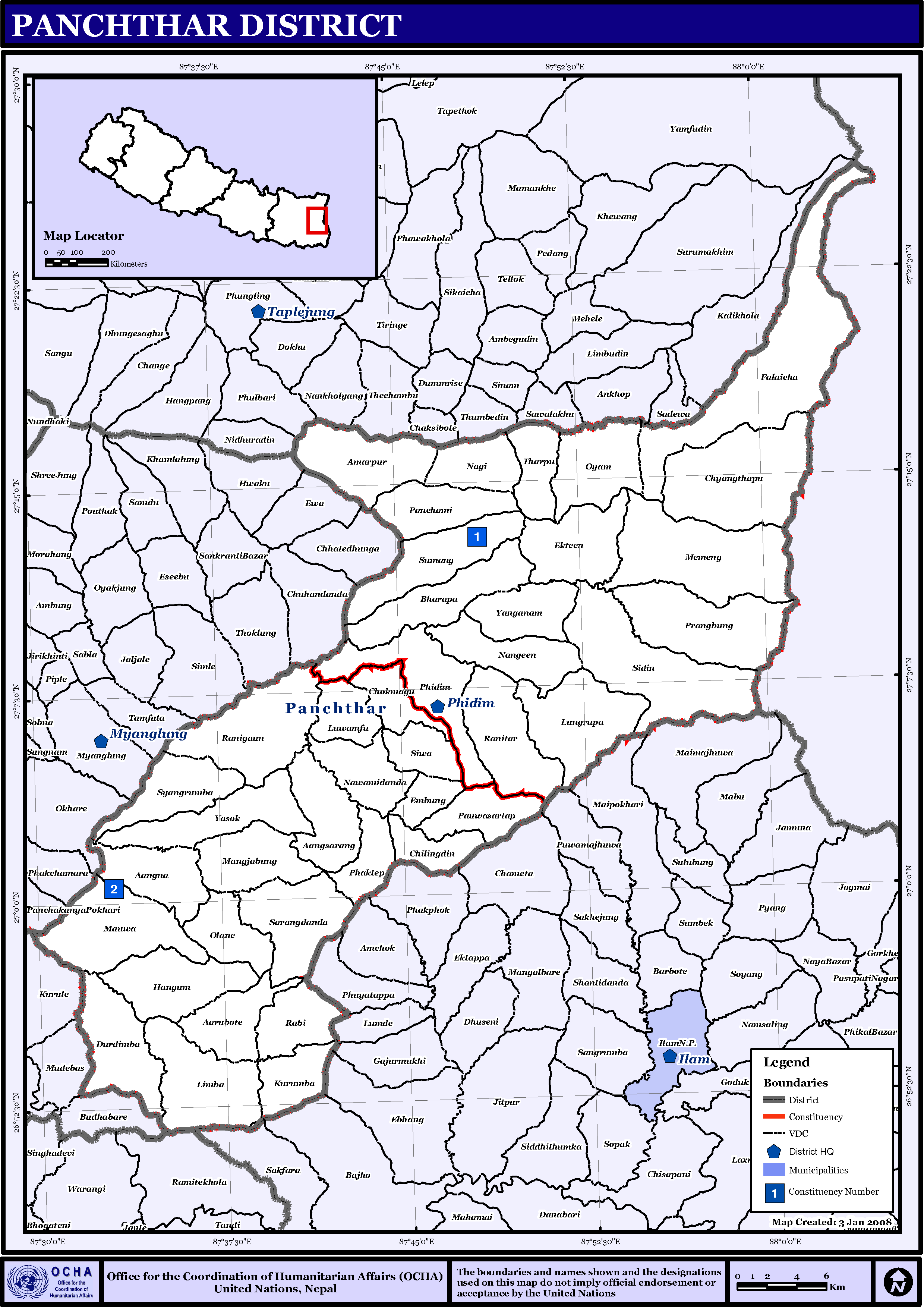
Панчтхар

Панчтхар (непальск. पाँचथर जिल्ला) — один из 75 районов Непала. Входит в состав зоны Мечи, которая, в свою очередь, входит в состав Восточного региона страны.
Граничит с районом Илам (на юге), районом Тапледжунг (на севере), районами Дханкута и Терхатхум зоны Коси (на западе), индийскими штатами Западная Бенгалия и Сикким (на востоке).
Население по данным переписи 2011 года составляет 191 817 человек, из них 90 186 мужчин и 101 631 женщина. По данным переписи 2001 года население насчитывало 202 056 человек. Большая часть населения представлена народами лимбу и раи; проживают также другие этнические группы.